# Akpınar (Yüreğir)
Akpınar (türkisch für weiße Quelle) ist ein Ortsteil (Mahalle) im Landkreis Yüreğir der türkischen Provinz Adana mit 577 Einwohnern (Stand: Ende 2024). Im Jahr 2011 hatte der Ort 591 Einwohner. In dem Dorf befindet sich eine Grundschule. Trinkwasserversorgung und Kanalisation sind vorhanden.